# Hymenoscyphus humuli
Hymenoscyphus humuli är en svampart som först beskrevs av Wilhelm Gottfried Lasch, och fick sitt nu gällande namn av Dennis 1964. Hymenoscyphus humuli ingår i släktet Hymenoscyphus och familjen Helotiaceae.  Arten är reproducerande i Sverige. Utöver nominatformen finns också underarten minusculus.